# J'entends plus la guitare
J'entends plus la guitare je francouzské filmové drama z roku 1991. Natočil jej režisér Philippe Garrel podle vlastního scénáře (na scénáři se dále podíleli Marc Cholodenko a Jean-François Goyet). Hudbu k filmu složil Faton Cahen, který s režisérem spolupracoval již v minulosti. Snímek byl uveden na Benátském filmovém festivalu, kde získal Stříbrného lva. Ve filmu hráli například Benoît Régent, Johanna ter Steege, Yann Collette a další. Snímek je do značné míry inspirován Garrelovým vztahem se zpěvačkou a herečkou Nico.